# Les Loges-Marchis

Les Loges-Marchis este o comună în departamentul Manche, Franța. În 1 ianuarie 2022 avea o populație de 1.028 de locuitori.